# MSC Seashore
MSC Seashore è una nave da crociera di proprietà MSC Crociere è la prima nave della classe Seashore, ha una gemella MSC Seascape.

## Caratteristiche
MSC Seashore a confronto delle navi della classe precedente (classe Seaside) è più lunga di 16 metri e ha delle aree più arricchite, ha un ponte in più dedicato alla prima classe "MSC Yacht Club", inoltre, cambia la poppa e anche la posizione del fumaiolo.
È lunga 339 metri, larga 41, può trasportare 5877 passeggeri e riesce ad arrivare a 22.4 nodi di velocità massima. Queste caratteristiche la rendono la nave più grande costruita in Italia.
La nave sarà la prima al mondo ad essere munita di un sistema di sanificazione sviluppato da Fincantieri, ovvero il Safe air, Il sistema di sanificazione Safe air è basato sulla tecnologia delle lampade Uv-C, ovvero i raggi ultravioletti di tipo C, applicate in abbinamento al sistema di condizionamento. In questo modo, il flusso d’aria sarà irradiato alla sorgente con una luce di breve lunghezza d’onda, colpendo le particelle organiche e impedendo così la circolazione di inquinanti atmosferici come virus, batteri e muffe.

## Servizio
Il 29 novembre 2017, alla cerimonia di consegna di MSC Seaside, MSC ha annunciato di aver firmato un ordine con Fincantieri del valore di 1,8 miliardi di euro per due nuove navi da crociera, la cui consegna è prevista rispettivamente nel 2021 e nel 2023. Le due navi formeranno la classe Seaside EVO, descritta come "un'ulteriore evoluzione del prototipo della classe Seaside" stabilita da MSC Seaside e MSC Seaview. L'ordine per la prima nave tipo Seaside EVO ha sostituito un ordine originariamente effettuato per una terza nave della classe Seaside. Al suo completamento, nell'estate 2021, la prima Seaside EVO è la più grande nave mai costruita in Italia.
Il 26 novembre 2018, MSC ha rivelato il nome della prima nave Seaside EVO e cioè MSC Seashore, lo stesso giorno in cui si è tenuta la cerimonia del taglio della prima lamiera della nave presso il cantiere Fincantieri di Monfalcone. Il 19 settembre 2019 è stata eseguita la cerimonia di impostazione della chiglia della nave con la tradizionale e ben augurante cerimonia delle monete. È stata fatta galleggiare il 20 agosto 2020 e trasferita in una darsena per completare il suo lavoro di allestimento. La consegna di MSC Seashore è avvenuta il 26 luglio 2021.
Originariamente programmata per iniziare le operazioni con il suo viaggio inaugurale il 13 giugno 2021, MSC Seashore avrebbe dovuto effettuare crociere settimanali nel Mediterraneo occidentale, visitando Barcellona, Marsiglia, Genova, Napoli, Messina e La Valletta. Tuttavia, dopo che la pandemia di COVID-19 ha causato ritardi nella costruzione, il suo debutto è avvenuto il 6 agosto 2021 dal porto di Barcellona.

## Nave gemella
- MSC Seascape